# Furcodontichthys novaesi
Furcodontichthys novaesi — єдиний вид роду Furcodontichthys з групи Loricariichthys триби Loricariini з підродини Loricariinae родини Лорікарієві ряду сомоподібні. Наукова назва роду походить від зменшувальної форми латинського слова furca, тобто «виделка», латинського слова dens — «зуби», та грецького слова ichthys — «риба».

## Опис
Загальна довжина досягає 10,2 см. Голова помірно велика. Морда сильно витягнута, сильно сплощена зверху. Очі великі. З нижньої щелепи тягнеться 1 пара вусів у боки. В кутах рота присутні сильно бахромисті вусики, нагадуючи розгалужену гілку. Має великі губи. Зуби мають дві верхівки, розташовані у декілька рядків. Тулуб подовжений, вкритий великими кістковими пластинами. Спинний та жировий плавці маленькі. Грудні плавці добре розвинені, доволі широкі. Черевні плавці дещо поступаються грудним. Хвостовий плавець усічений.
Забарвлення однотонне: сріблясте.

## Спосіб життя
Біологія вивчена недостатньо. Це демерсальна риба. Воліє до прісної, чистої води, де температура становить 26-29 °C. Тримається піщаного дна. Живиться дрібними водними організмами, яких всмоктує губами.
Самиця відкладає ікру, яку зберігає на своїх губах самець. Він піклується про кладку до появи мальків.

## Розповсюдження
Є ендеміком Бразилії. Мешкає у басейні річки Солімо та озері Тефе.